# Anolis sagrei

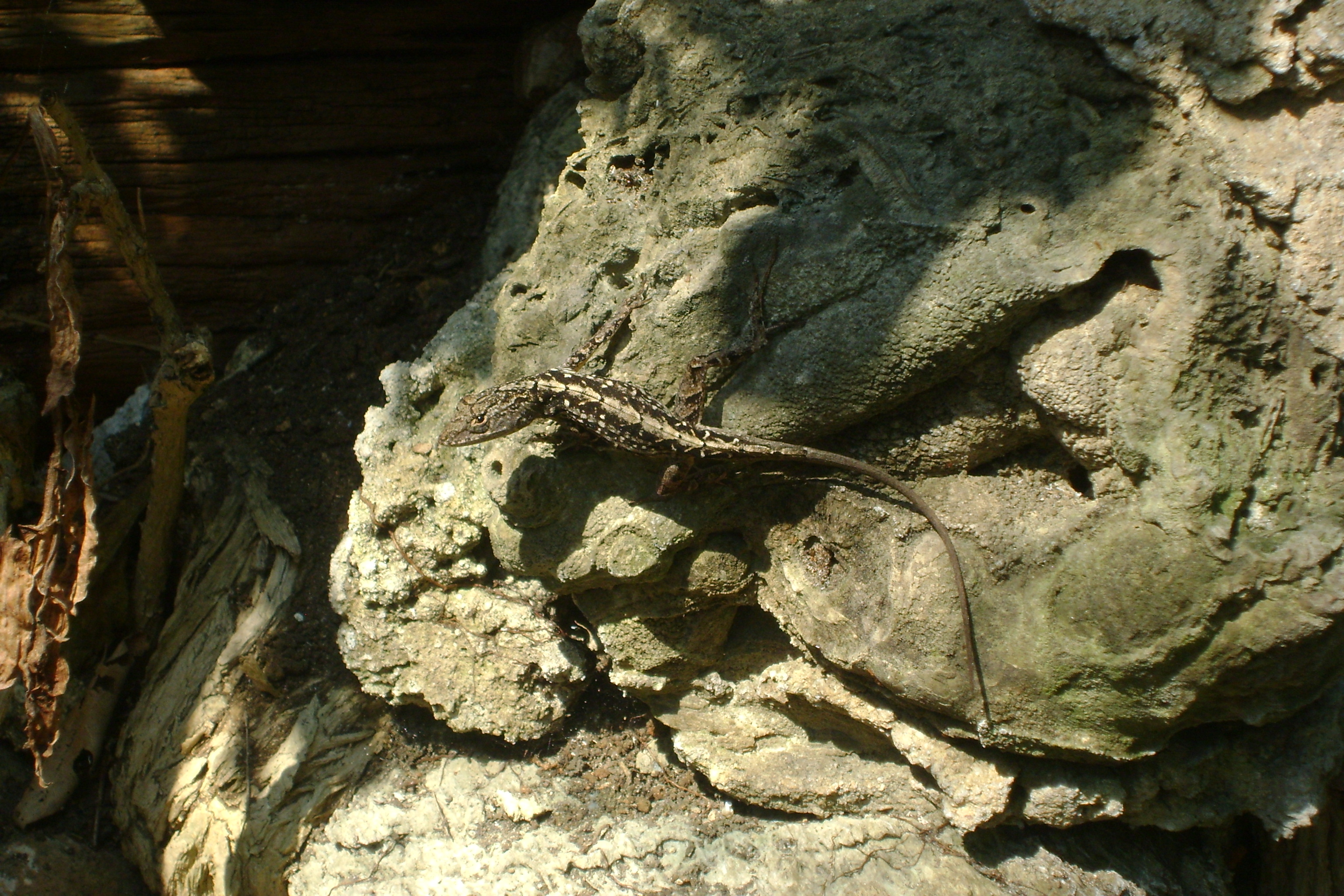
Anolis Sagrei

La lagartija chipojo, el abaniquillo pardo o anolis pardo, (Anolis sagrei) es una especie de lagartija endémica de las islas de Cuba y Bahamas en el Mar Caribe, aunque también ha sido introducida en algunos otros lugares y se puede encontrar también en México, Panamá y Florida en Estados Unidos
Posee un tamaño de 16-18 cm de largo y un extenso pañuelo rojo. Es de color carmelita o marrón, variando a veces más al gris. Tiene una lista dorada en el dorso y las hembras tienen la cabeza con una coloración algo más anaranjada. Tiene poco definidas unas listitas en los laterales del cuerpo y salpicaduras de manchas claras y oscuras en la cabeza y el cuerpo.

## Reproducción
La hembra generalmente deposita un solo huevo en una cama de hojas, cada semana o dos durante su estación reproductiva.
Los huevos miden 1 cm de diámetro; blanquecinos y eclosionan en 3 a 4 semanas.